# توسا، کوچی (شهرک)
توسا، کوچی (شهرک) (به لاتین: Tosa, Kōchi (town)) یک منطقهٔ مسکونی در ژاپن است که در استان کوچی واقع شده‌است. توسا ۴٬۸۲۷ نفر جمعیت دارد.